# Nestelbach bei Graz
Nestelbach bei Graz  är en ort och kommun i Österrike. Den ligger i distriktet Graz-Umgebung i förbundslandet Steiermark.
Den nuvarande kommunen bildades 2015 vid en kommunreform i Steiermark genom en sammanslagning av kommunerna Edelsgrub, Langegg bei Graz och Nestelbach bei Graz.
Den består av elva orter (Ortschaften) (inom parentes invånarantal 1 januari 2024):

- Edelsgrub (664)
- Hirtenfeld (170)
- Kogelbuch (114)
- Lambach (30)
- Langegg-Ort (120)
- Mittergoggitsch (221)
- Mitterlaßnitz (275)
- Nestelbach bei Graz (928)
- Obergoggitsch (166)
- Unterbuch (36)
- Zaunstein (27)